# Nova economia institucional
A Nova Economia Institucional (NEI) é uma perspectiva económica que tenta alargar a economia concentrando-se nas instituições (ou seja, nas normas e regras sociais e jurídicas) que fundamentam a actividade económica e com análises para além da economia institucional anterior e da economia neoclássica.  Ao contrário da economia neoclássica, também considera o papel da cultura e da economia política clássica no desenvolvimento económico. 
A Nova Economia Institucional (NEI) assume que os indivíduos são racionais e que procuram maximizar as suas preferências, mas que também têm limitações cognitivas, carecem de informação completa e têm dificuldades em monitorizar e fazer cumprir acordos. Como resultado, as instituições constituem, em grande parte, uma forma eficaz de lidar com os custos de transação. Essa escola de pensamento rejeita que o Estado seja um actor neutro (em vez disso, pode dificultar ou facilitar instituições eficazes), que haja custos de transacção nulos e que os actores tenham preferências fixas. 

## Visão geral
Tem suas raízes em dois artigos de Ronald Coase, "The Nature of the Firm" (A Natureza da Firma, 1937) e "The Problem of Social Cost" (O problema do custo social, 1960). Neste último, o teorema de Coase (como foi posteriormente denominado) sustenta que, sem custos de transação, atribuições alternativas de direitos de propriedade podem internalizar de forma equivalente conflitos e externalidades. Assim, a análise institucional comparativa decorrente de tais atribuições é necessária para fazer recomendações sobre a internalização eficiente das externalidades e o desenho institucional, incluindo o Direito e a Economia. As análises baseiam-se agora num conjunto mais complexo de princípios e critérios metodológicos. Eles trabalham dentro de uma estrutura neoclássica modificada ao considerar questões de eficiência e distribuição, em contraste com a economia institucional “tradicional”, “velha” ou “original”, que é crítica da economia neoclássica dominante. 
O termo 'nova economia institucional' foi cunhado por Oliver Williamson em 1975.  Entre os muitos aspectos nas análises atuais estão arranjos organizacionais (como os limites da empresa), direitos de propriedade, custos de transação, compromissos credíveis, modos de governança, habilidades persuasivas, normas sociais, valores ideológicos, percepções decisivas , controle adquirido, mecanismo de aplicação, especificidade de ativos, ativos humanos, capital social, informação assimétrica, comportamento estratégico, racionalidade limitada, oportunismo, seleção adversa, risco moral, salvaguardas contratuais, incerteza circundante, custos de monitoramento, incentivos para conluio, estruturas hierárquicas, e força de negociação. 
Os principais estudiosos associados ao assunto incluem Masahiko Aoki, Armen Alchian, Harold Demsetz ,  Steven N. S. Cheung , Avner Greif, Yoram Barzel, Claude Ménard (economista), Daron Acemoglu e quatro Nobel laureados - Ronald Coase , Douglass North ,  Elinor Ostrom, e Oliver Williamson . Uma convergência de tais pesquisadores resultou na fundação da Sociedade para Economia Institucional e Organizacional (anteriormente Sociedade Internacional para Nova Economia Institucional) em 1997.
A Nova Economia Institucional influenciou estudiosos fora da economia, incluindo o institucionalismo histórico, trabalhos influentes no Congresso dos EUA (por exemplo, Kenneth Shepsle, Barry Weingast), cooperação internacional (por exemplo, Robert Keohane, Barbara Koremenos) e o estabelecimento e persistência de sistemas eleitorais (por exemplo, Adam Przeworski ). Robert Keohane foi influenciado pela nova economia institucional, resultando em seu influente trabalho de Relações Internacionais de 1984, "Pós-hegemonia: Cooperação e Desavenças na Economia Política Mundial".
Herbert A. Simon criticou a NIE por explicar as organizações apenas através de mecanismos de mercado e conceitos extraídos da economia neoclássica. Ele argumentou que isso levou a uma compreensão “seriamente incompleta” das organizações. Jack Knight e Terry Moe criticaram os componentes funcionalistas da NIE, argumentando que a NIE sente falta da coerção e da política de poder envolvida no estabelecimento e manutenção de instituições. 

## Níveis institucionais
Embora não tenha sido desenvolvido nenhum conjunto único e universalmente aceite de definições, a maioria dos académicos que realizam investigação sob os princípios e critérios metodológicos seguem a demarcação de Douglass North entre instituições e organizações. As instituições são as “regras do jogo”, tanto as regras jurídicas formais como as normas sociais informais que regem o comportamento individual e estruturam as interações sociais (quadros institucionais). As organizações, pelo contrário, são os grupos de pessoas e os mecanismos de governação que criam para coordenar a acção da sua equipa com outras equipas que também atuam como organizações. Para aumentar as suas hipóteses de sobrevivência, as ações tomadas pelas organizações tentam adquirir conjuntos de competências que ofereçam o maior retorno em metas objetivas, como a maximização do lucro ou a participação eleitoral. Empresas, universidades, clubes, associações médicas e sindicatos são alguns exemplos. 
Oliver Williamson caracteriza quatro níveis de análise social. A primeira diz respeito à teoria social, especificamente ao nível de inserção e às regras informais. A segunda está focada no ambiente institucional e nas regras formais. Ele usa a economia dos direitos de propriedade e a teoria política positiva. A terceira centra-se na governação e nas interacções dos intervenientes na economia dos custos de transacção, “o jogo do jogo”. Williamson dá o exemplo dos contratos entre grupos para explicar isso. Por fim, a quarta é regida pela economia neoclássica, é a alocação de recursos e de emprego. A Nova Economia Institucional concentra-se nos níveis dois e três. 
Como alguns quadros institucionais são realidades sempre “aninhadas” dentro de outros quadros institucionais mais amplos, a demarcação clara é sempre confusa. Um caso em questão é uma universidade. Quando se deve avaliar a qualidade média dos seus serviços de ensino, por exemplo, uma universidade pode ser abordada como uma organização com as suas pessoas, o seu capital físico, as regras gerais de governo comuns a todas as que foram aprovadas pelos seus órgãos de governo, etc. A tarefa consiste em avaliar o desempenho das pessoas em um determinado departamento de ensino, por exemplo, juntamente com suas próprias regras internas formais e informais, ele, como um todo, entra em cena como instituição. As regras gerais, então, fazem parte do quadro institucional mais amplo que influencia o desempenho das pessoas no referido departamento de ensino.  